# Шунь-ди (Лю Сун)
(Лю-)Сунский Шунь-ди (кит. трад. (劉)宋順帝), личное имя Лю Чжунь (кит. трад. 劉準, пиньинь Liú Zhǔn, 8 августа 467 — 23 июня 479), взрослое имя Чжунмоу (кит. трад. 仲謀) — последний император южнокитайской империи Сун. 

## Биография
Сын императора Мин-ди (в работах, написанных впоследствии во времена империи Ци, с целью очернения предшествующей династии писалось, что Мин-ди был импотентом, а его сыновья — это на самом деле усыновлённые дети его братьев, и реальным отцом Лю Чжуня назывался Лю Сюфань). Родился в 467 году, в 471 году получил титул «Аньчэнский князь» (安成王).
В 472 году умер отец, и на престол был возведён старший брат Лю Чжуня — Лю Юй. К 477 году дикие и безумные поступки молодого императора привели к тому, что он был убит, и на трон был возведён 10-летний Лю Чжунь.
В это время Двор фактически контролировал генерал Сяо Даочэн. Генерал Шэнь Ючжи поднял против него восстание в провинции Цзинчжоу (занимала центральную и западную части современной провинции Хубэй), а Юань Цань и Лю Бин попытались устроить переворот при Дворе, однако попытка переворота была подавлена, а весной 478 года было подавлено и восстание Шэнь Ючжи. Не имея больше препятствий, Сяо Даочэн стал собирать в своих руках всё большую и большую власть, а также убил нескольких императорских братьев.
В 479 году Сяо Даочэн получил титул «Циский князь» (齊王). Летом 479 года была организована церемония, на которой Лю Чжунь передал императорскую власть Сяо Даочэну, в результате чего прекратила своё существование империя Сун и началась империя Ци.
Сяо Даочэн дал бывшему императору титул «Жуиньский князь» (汝陰王) и выделил особняк в окрестностях столицы. Однако через месяц случилось так, что охрана особняка услышала за воротами конский топот и, решив, что кто-то хочет похитить бывшего императора и поднять восстание, убила Лю Чжуня. Он был похоронен с императорскими почестями.

## Девизы правления
- Шэнмин (昇明) (477—479)